# Visarion Aștileanu
Visarion Aștileanu, născut Vasile Benedict Aștileanu, (n. 14 martie 1914, Cluj – d. 6 august 1984, Arad) a fost un preot român unit (greco-catolic), secretar al episcopului unit de Cluj-Gherla, Iuliu Hossu, deținut politic, iar între 1955-1958 paroh romano-catolic, după care și-a schimbat opțiunea religioasă, devenind, în final, episcop ortodox în cadrul Eparhiei Aradului.

## Biografie
Vasile Aștileanu a urmat studiile secundare la Liceul "George Barițiu" din Cluj (1925-1933), cele superioare la Academia Teologică Unită din Cluj (1933-1935), continuând cu studii de Filosofie și Teologie în Colegiul „De Propaganda Fide” din Roma (1935-1942), unde a fost trimis ca bursier de episcopul Iuliu Hossu. La Roma a obținut licența (1941) și doctoratul (1942). A fost secretar eparhial al episcopului Iuliu Hossu și preot-paroh la Biserica Bob din Cluj (1942-1949).
În august 1949 a trecut fraudulos frontiera țării în Iugoslavia. După extrădarea sa în România a lucrat ca bibliotecar la un spital din București în 1950, apoi ca strungar la Combinatul Siderurgic Reșița în 1951-1952. Între 1952-1955 a fost deținut politic ca preot greco-catolic, sub acuzația de a fi organizat împreună cu Nicolae Pura rezistența unită în Episcopia de Cluj-Gherla. După eliberarea sa ca urmare a amnistiei din 5 octombrie 1955 a funcționat ca paroh romano-catolic la Biserica Sfinții Apostoli Petru și Paul din Răducăneni, în actualul județ Iași.
În anul 1958 a acceptat să treacă, religios, la Biserica Ortodoxă Română, unde a funcționat mai întâi ca inspector patriarhal, apoi, din 1962 ca episcop vicar patriarhal. Trecerea sa la BOR a fost folosită de autorități ca mijloc de presiune asupra altor preoți greco-catolici, să-i urmeze exemplul. În noiembrie 1958, după „revenirea la ortodoxie” a preotului Aștileanu, au fost arestați mai mulți preoți greco-catolici care activaseră clandestin (în Turdaș, Benic, Crișcior, Beldiu etc.).
În perioada în care a fost inspector general patriarhal a slujit ca preot la Biserica Popa Tatu și la Biserica Antim din București (1958-1961). La 9 septembrie 1962 a fost tuns în monahism la Mănăstirea Sinaia, sub numele de Visarion, și hirotonit ca arhiereu cu titlul „Ploeșteanu”. Între anii 1962-1969 a funcționat ca episcop-vicar patriarhal, în apropierea Preafericitului Justinian Marina. În data de 16 decembrie 1968 a fost ales episcop-vicar la Mitropolia Ardealului, cu titlul „Rășinăreanu”, recunoscut în funcție de Consiliul de Stat cu data de 30 decembrie 1968. Instalarea sa în funcție a avut loc pe 1 iunie 1969. În data de 10 iunie 1973 a fost ales episcop titular al Aradului, ca succesor al episcopului Teoctist Arăpașu, ales la rândul în scaunul mitropolitan de la Iași. La Arad, Visarion Aștileanu a fost înscăunat pe 26 august 1973, eparhie unde a păstorit până la moarte (6 august, 1984).
Ca episcop al Aradului a îndrumat activitatea administrativă-economică a eparhiei, a redeschis vechea Mănăstire a Prislopului, a fost preocupat de valorificarea patrimoniului cultural-artistic al eparhiei. A editat volumul „Mănăstirea Hodoș-Bodrog” (Arad, 1980). A făcut parte din câteva delegații sinodale care au vizitat alte Biserici din străinătate, participant la Adunarea Generală a Conferinței Bisericilor Europene de la Nyborg (1964).
Episcopul-martir al Clujului, Iuliu Hossu, a relatat în memoriile sale faptul că Aștileanu l-a vizitat la Mănăstirea Căldărușani în cursul anului 1961, unde ierarhul greco-catolic avea domiciliu forțat. Astfel, episcopul Iuliu Hossu scria că, atunci când s-au întâlnit, lui Aștileanu i s-au umplut ochii de lacrimi și cu greu a putut să mai vorbească. Editorul volumului, ieromonahul bazilian Silvestru Augustin Prunduș, a notat într-o notă de subsol, că spre sfârșitul vieții, fiind deja episcop al Aradului, Visarion Aștileanu ar fi primit ultimele sfinte taine de la preoții greco-catolici, cărora le-a spus că se simte ca la închisoare, fiind strâns supravegheat de personalul episcopiei.
Episcopul Visarion Aștileanu a fost înmormântat la Mănăstirea Hodoș-Bodrog.

## Lucrări teologice
Episcopul Visarion Aștileanu a publicat câteva studii privind „reîntregirea Bisericii din Transilvania”, în fapt fiind scoaterea în afara legii a Bisericii Române Unite în 1948 și trecerea forțată la Biserica Ortodoxă Română, reportaje, predici, recenzii, în:
“Biserica Ortodoxă Română",
“Mitropolia Ardealului”,
”Mitropolia Banatului”,
“Telegraful Român” s.a., între care: "Reîntregirea Bisericii Ortodoxe Române din Transilvania" în: BOR, an.  LXXXVI, 1968, nr. 6, p. 710-723 și "Aspecte ale unificării spirituale a românilor din Transilvania" (Unitatea de limbă în secolul XIX), în MA, an.  XVI, 1971, nr. 11-12, pag. 832-851.

## Distincții
- Ordinul „Steaua Republicii Populare Romîne” clasa a III-a (10 august 1964) „pentru merite deosebite în opera de construire a socialismului, cu prilejul celei de a XX-a aniversări a eliberării patriei”[6]